# Aleph Alpha

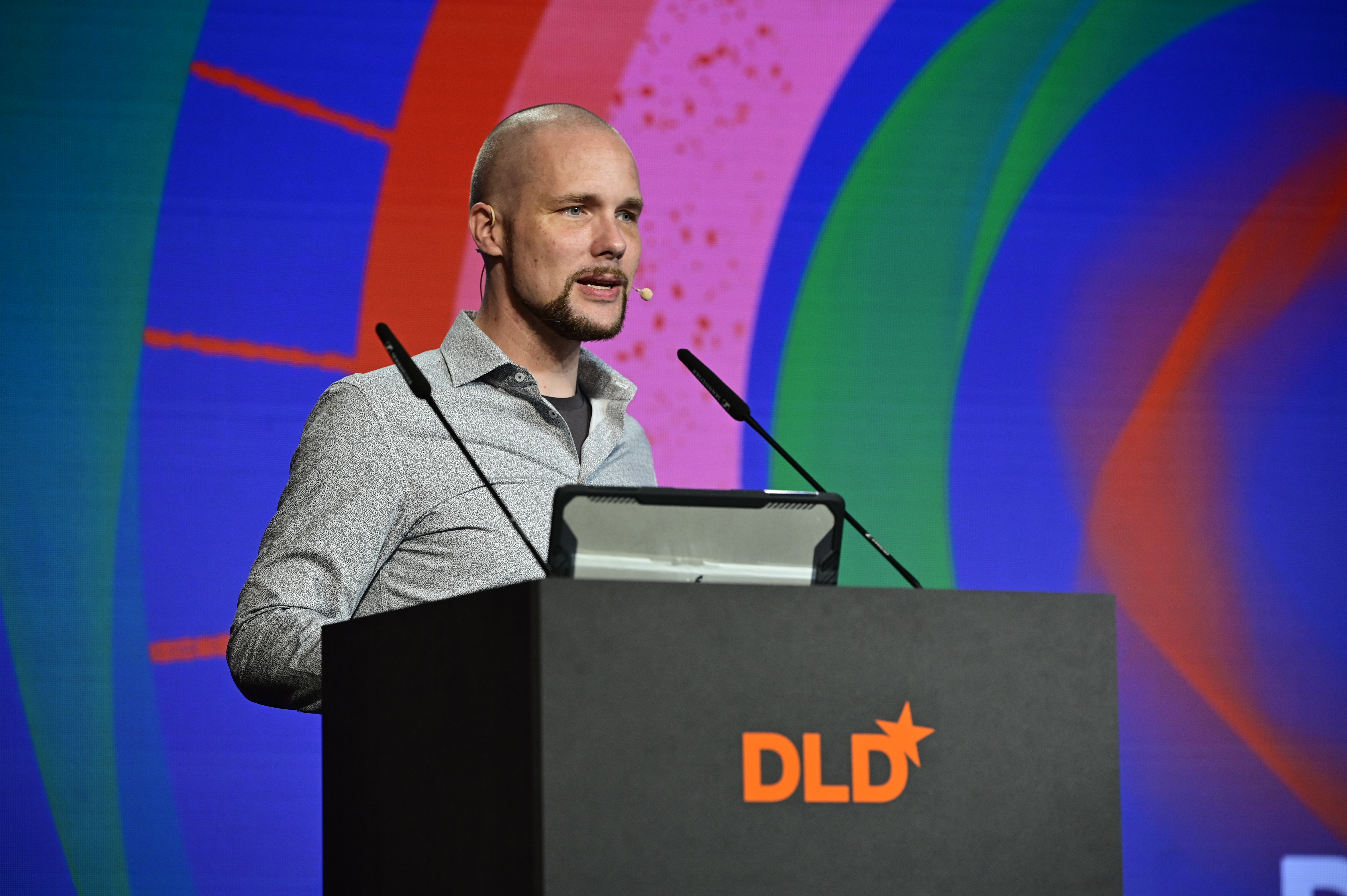
Jonas Andrulis, fondateur et PDG de Aleph Alpha, lors de son discours d'ouverture au DLD en septembre 2023.

Aleph Alpha est une start-up allemande indépendante, du domaine de l'intelligence artificielle (IA). Basée à Heidelberg, elle a été fondée en 2019 par Jonas Andrulis avec des professionnels issus d'entreprises comme Apple, SAP et Deloitte.
Aleph Alpha est une entreprise de service, non pas pour les particuliers, mais pour les administrations et entreprises[Lesquelles ?].
Début 2024, Aleph Alpha compte une soixantaine d'employés, tente d'atteindre son indépendance vis-à-vis des entreprises américaines et de se conformer aux règlementations européennes en matière de protection des données. 
L'entreprise développe des modèles de langage étendus (LLM), qui tentent d'assurer la transparence des sources utilisées pour les résultats générés et sont destinés uniquement aux entreprises et aux agences gouvernementales. La formation de son chatbot a été réalisée dans cinq langues européennes.

## Financement
- Après avoir reçu un capital d'amorçage en 2019, un deuxième tour de table de plusieurs sociétés de capital-risque européennes a totalisé 23 millions d'euros en 2021[4].
- Lors d'un cycle de financement en novembre 2023, les sociétés allemandes Schwarz Gruppe et la Fondation Dieter Schwarz ont participé en tant qu'investisseurs les plus importants, aux côtés de SAP [5] Bosch, Hubert Burda Media et Christ&Company Consulting ainsi que de l'américain Hewlett Packard Enterprise. Le montant total de ce troisième tour s'élève à plus de 500 millions de dollars américains[6],[7].

## Conférences
Joseph Andrulis a participé à plusieurs conférences DLD. En septembre 2023, lors de sa deuxième participation, il remet en question la capacité des modèles d'intelligence artificielle tels que ChatGPT à comprendre par eux-mêmes les complexités de notre monde.
"Ce que vous avez tous vu, ce sont les résultats phénoménaux obtenus par la génération actuelle d'IA. [...] Nous nous demandons donc s'il s'agit de la même intelligence que celle des humains."
Il affirme, en effet, que les systèmes d'IA actuels sont basés sur la reconnaissance des formes et la mémorisation, et que leur utilisation doit être accompagné d'un jugement humain. Il montre également comment les nouvelles méthodes d'explication et de transparence du fonctionnement des systèmes d'IA peuvent contribuer à la surveillance et à l'intervention humaines lorsque l'IA se trompe ou a besoin d'être corrigée.

## Des produits

### Luminous
Aleph Alpha a commencé le développement de son propre chatbot IA, plus tard nommé Luminous, basé sur des LLM en tant que transformateurs génératifs pré-entraînés (GPT) avec apprentissage auto-supervisé. En tant qu'outil pour créer et former ses modèles de base, le système de développement HPE Machine Learning est utilisé. L'utilisation du concept de type GPT permet d'adapter et d'affiner le modèle de fondation à diverses applications.
Luminous est le chatbot commandé et utilisé pour le système d'information citoyen "Lumi" de la ville de Heidelberg.

## Partenariats
- Pour la R&D, Aleph Alpha travaille avec l'université de Duisburg-Essen et l'université technique de Darmstadt. Il participe également à des organisations open source telles qu'EleutherAI, un collectif de chercheurs travaillant à accroître l'accessibilité à la recherche sur l'IA[3].
- Hewlett Packard Enterprise (HPE) et SAP ont conclu des partenariats non exclusifs avec Aleph Alpha. Dans le cas de HPE, il s'agit du premier partenariat de ce type. HPE proposera Luminous sur sa plateforme Greenlake[13].